# Weißling (Petershausen)
Weißling ist Gemeindeteil der Gemeinde Petershausen im oberbayerischen Landkreis Dachau.

## Geografie
Das Kirchdorf Weißling liegt westlich der Grenze zwischen den Landkreisen Dachau und Freising an der Kreisstraße DAH 10 in einem Tal umgeben vom Weißlinger Holz. Der Ort befindet sich etwa vier Kilometer südöstlich von Petershausen auf der Gemarkung Kollbach.

## Geschichte
Weißling wurde erst im 16. Jahrhundert auf Rodungsland erbaut und zählte seit 1818 zur Gemeinde Kammerberg, die am 1. Mai 1978 nach Fahrenzhausen eingemeindet wurde. Weißling wurde 1984 aus der Gemeinde Fahrenzhausen im Landkreises Freising nach Petershausen umgegliedert.

## Sehenswürdigkeiten
- Notburga-Kapelle in Weißling: 1748 zunächst als Holzbau entstanden, Steinbau seit 1768. An den Wänden hängt noch ein Teil der hundert Votivbilder, die wegen Viehkrankheiten entstanden. Die Kapelle ist der einzige Sakralbau in Bayern zu Ehren der Heiligen Notburga.